# Frammersbach
Frammersbach település Németországban, azon belül Bajorországban. Lakosainak száma 4602 fő (2023. december 31.). Frammersbach Haurain, Frammersbacher Forst, Partenstein, Partensteiner Forst, Wiesthal, Heinrichsthaler Forst, Wiesen és Flörsbachtal községekkel határos.

## Népesség
A település népessége az elmúlt években az alábbi módon változott:
| Lakosok száma | 1967 | 3399 | 4550 | 4803 | 4510 | 4511 | 4516 | 4521 | 4509 | 4602 |
|               | 1875 | 1950 | 1975 | 1987 | 2012 | 2014 | 2016 | 2017 | 2021 | 2023 |